# Céüse
Céüse è una montagna francese delle Prealpi del Delfinato che si trova nelle Alte Alpi sopra il paese di Sigoyer vicino a Gap.
Il punto più alto si chiama Pic De Céüse (2016 m) e sul versante nord ci sono impianti di risalita per lo sci alpino.

## Sito d'arrampicata

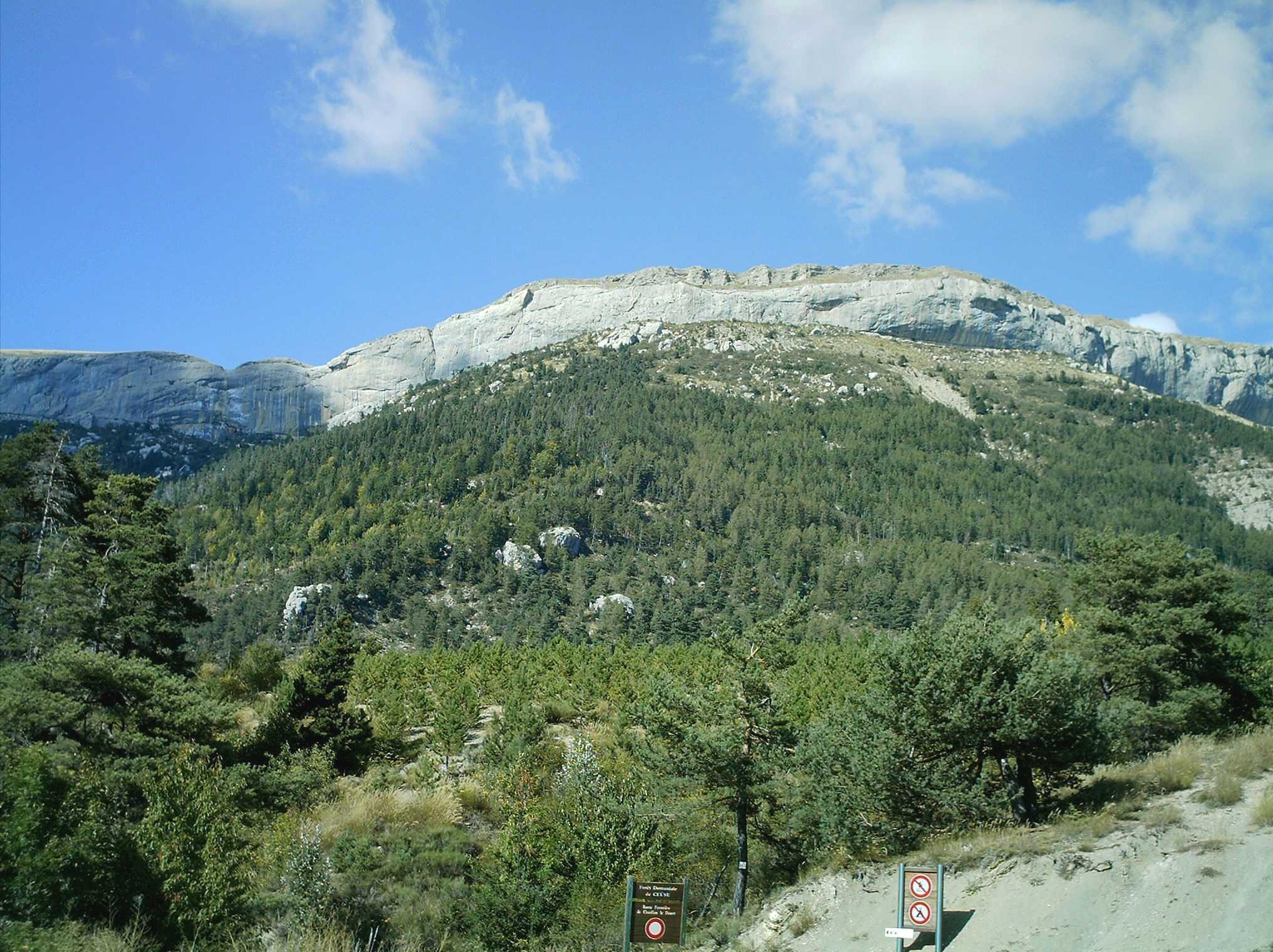
I settori da La Cascade a Biographie

Sul versante sud c'è una grande sito d'arrampicata costituito da una barriera di calcare a forma di ferro di cavallo e lunga 3 km.
Alcune delle prime vie sono state aperte da Patrick Edlinger negli anni ottanta, per esempio:
- Le petite illusion - 7a+
- Opera vertical - 7b
- La femme noire - 7c+
- La femme blanche - 8a+ - 1985

### I settori
Da sinistra verso destra:
- Golots à Gogo
- Dalles du capeps
- La Cascade
- Rumble Gish
- Thorgal
- Face de Rat
- Muro di Berlino
- Biographie
- Demi lune
- Un point sur l'infini
- Les maitres du monde
- Grande face
- Nithsapa
- Natilik

### Le vie
Le vie più difficili:
- 9a+/5.15a:
  - Jungle Boogie - 7 giugno 2012 - Adam Ondra[1]
  - L'étrange ivresse des lenteurs - 4 settembre 2010 - Adam Ondra[2]
  - Realization - 19 luglio 2001 - Chris Sharma[3]
- 9a/5.14d:
  - Le Cadre Nouvelle Version - 5 settembre 2010 - Adam Ondra[4]
  - Three Degrees of Separation - 15 luglio 2007 - Chris Sharma[5]